# Umblu
Umblu est une île d'Estonie en mer Baltique.

## Géographie
Elle fait partie de la commune de Jõelähtme et appartient comme propriété privée à Tiit Vähi depuis 1998. 